# Natalia Rodríguezová
Natalia Rodríguez Martínez (* 2. června 1979, Tarragona) je bývalý španělská atletka, běžkyně, která se věnovala středním tratím. Její specializací byl běh na 1500 metrů.
První výrazný úspěch zaznamenala v roce 2001 na mistrovství Evropy do 23 let v Amsterdamu, kde získala stříbrnou medaili. Třikrát reprezentovala na letních olympijských hrách. Na olympiádě v australském Sydney 2000 skončila její cesta v úvodním rozběhu. O čtyři roky později v Athénách doběhla ve finále na desátém místě. Nejlepšího výsledku dosáhla na letních hrách v Pekingu v roce 2008, kde skončila na šestém místě.